# Бостон Селтікс
«Бо́стон Се́лтікс» (англ. Boston Celtics) —  професійна баскетбольна команда, заснована у 1946, розташована в місті Бостон в штаті Массачусетс. Команда є членом Атлантичного дивізіону Східної Конференції Національної баскетбольної асоціації. 18 разові чемпіони Національної баскетбольної асоціації у 1957, 1959, 1960, 1961, 1962, 1963, 1964, 1965, 1966, 1968, 1969, 1974, 1976, 1981, 1984, 1986, 2008, 2024 роках.

## Історія
Клуб заснований в 1946 році і за час свого існування 18 разів вигравав чемпіонат НБА, частіше за будь-який інший клуб асоціації. У 1959-1966 роках бостонці вісім разів поспіль ставали чемпіонами, що є рекордною переможною серією для північноамериканського професійного спорту. «Селтікс» проводять свої домашні ігри на арені «Ті-Ді гарден».
«Селтікс» успішно виступали з кінця 1950-х до середини 1980-х років. Після перемоги в чемпіонаті 1986 року у команди почалася тривала смуга невдач, і бостонці втратили свій статус однієї з найсильніших команд асоціації. З 1987 по 2007 роки «Селтікс» жодного разу не проходили далі півфіналу конференції, часто взагалі не потрапляли в плейоф. Однак перед початком сезону 2007-2008 команду поповнили один із найкращих форвардів останніх років, Кевін Гарнетт, і захисник Рей Аллен, спеціаліст із дальніх кидків. Разом з капітаном бостонців, Полом Пірсом, і під керівництвом тренера Дока Ріверса ці гравці в 2008 році привели клуб до 17-ї перемоги в чемпіонаті. Перші ж 16 перемог були одержано в легендарній залі «Бостон Гарден».

## Статистики
В = Виграші, П = Програші, П% = Процент виграних матчів
| Сезон     | В    | П    | П%   | Плейоф                                                                                                  | Результати                                                                                |
| --------- | ---- | ---- | ---- | --- | ----------------------------------------------------------------------------------------- |
| 1946 — 47 | 22   | 38   | .367 | Програли в Півфіналі                                                                                    | Чикаго Стайґс 2, Бостон 1                                                                 |
| 1947 — 48 | 20   | 28   | .417 | |                                                                                           |
| 1948 — 49 | 25   | 35   | .417 | |                                                                                           |
| 1949 — 50 | 22   | 46   | .324 | |                                                                                           |
| 1950 — 51 | 39   | 30   | .565 | Програли в півфіналі дивізіону                                                                          | Нью-Йорк 2, Бостон 0                                                                      |
| 1951 — 52 | 39   | 27   | .591 | Програли в півфіналі дивізіону                                                                          | Нью-Йорк 2, Бостон 1                                                                      |
| 1952 — 53 | 46   | 25   | .648 | Виграли в півфіналі дивізіону Програли в фіналі дивізіону                                               | Бостон 2, Сірак'юс 0 Нью-Йорк 3, Бостон 1                                                 |
| 1953 — 54 | 42   | 30   | .583 | Раунд-робин Раунд-робин Програли в фіналі дивізіону                                                     | Сірак'юс 2, Бостон 0 Бостон 2, Нью-Йорк 0 Сірак'юс 2, Бостон 0                            |
| 1954 — 55 | 36   | 36   | .500 | Виграли в півфіналі дивізіону Програли в фіналі дивізіону                                               | Бостон 2, Нью-Йорк 1 Сірак'юс 3, Бостон 1                                                 |
| 1955 — 56 | 39   | 33   | .542 | Програли в півфіналі дивізіону                                                                          | Сірак'юс 2, Бостон 1                                                                      |
| 1956 — 57 | 44   | 28   | .611 | Виграли в фіналі дивізіону Виграли в фіналі                                                             | Бостон 3, Сірак'юс 0 Бостон 4, Сент-Луїс 3                                                |
| 1957 — 58 | 49   | 23   | .681 | Виграли в фіналі дивізіону Програли в фіналі                                                            | Бостон 4, Філадельфія 1 Сент-Луїс 4, Бостон 2                                             |
| 1958 — 59 | 52   | 20   | .722 | Виграли в фіналі дивізіону Виграли в фіналі                                                             | Бостон 4, Сірак'юс 3 Бостон 4, Міннеаполіс 0                                              |
| 1959 — 60 | 59   | 16   | .787 | Виграли в фіналі дивізіону Виграли в фіналі                                                             | Бостон 4, Філадельфія 2 Бостон 4, Сент-Луїс 3                                             |
| 1960 — 61 | 57   | 22   | .722 | Виграли в фіналі дивізіону Виграли в фіналі                                                             | Бостон 4, Сірак'юс 1 Бостон 4, Сент-Луїс 1                                                |
| 1961 — 62 | 60   | 20   | .750 | Виграли в фіналі дивізіону Виграли в фіналі                                                             | Бостон 4, Філадельфія 3 Бостон 4, Лос-Анджелес 3                                          |
| 1962 — 63 | 58   | 22   | .725 | Виграли в фіналі дивізіону Виграли в фіналі                                                             | Бостон 4, Цинциннаті 3 Бостон 4, Лос-Анджелес 2                                           |
| 1963 — 64 | 59   | 21   | .738 | Виграли в фіналі дивізіону Виграли в фіналі                                                             | Бостон 4, Цинциннаті 1 Бостон 4, Сан-Франциско 1                                          |
| 1964 — 65 | 62   | 18   | .755 | Виграли в фіналі дивізіону Виграли в фіналі                                                             | Бостон 4, Філадельфія 3 Бостон 4, Лос-Анджелес 1                                          |
| 1965 — 66 | 54   | 26   | .675 | Виграли в півфіналі дивізіону Виграли в фіналі дивізіону Виграли в фіналі                               | Бостон 3, Цинциннаті 2 Бостон 4, Філадельфія 1 Бостон 4, Лос-Анджелес 3                   |
| 1966 — 67 | 60   | 21   | .741 | Виграли в півфіналі дивізіону Програли в фіналі дивізіону                                               | Бостон 3, Нью-Йорк 1 Філадельфія 4, Бостон 1                                              |
| 1967 — 68 | 54   | 28   | .659 | Виграли в півфіналі дивізіону Виграли в фіналі дивізіону Виграли в фіналі                               | Бостон 4, Детройт 2 Бостон 4, Філадельфія 3 Бостон 4, Лос-Анджелес 2                      |
| 1968 — 69 | 48   | 34   | .585 | Виграли в півфіналі дивізіону Виграли в фіналі дивізіону Виграли в фіналі                               | Бостон 4, Філадельфія 1 Бостон 4, Нью-Йорк 2 Бостон 4, Лос-Анджелес 3                     |
| 1969—70   | 34   | 48   | .415 | |                                                                                           |
| 1970—71   | 44   | 38   | .537 | |                                                                                           |
| 1971—72   | 56   | 26   | .683 | Виграли в півфіналі конференції Програли в фіналі конференції                                           | Бостон 4, Атланта 2 Нью-Йорк 4, Бостон 1                                                  |
| 1972—73   | 68   | 14   | .829 | Виграли в півфіналі конференції Програли в фіналі конференції                                           | Бостон 4, Атланта 2 Нью-Йорк 4, Бостон 3                                                  |
| 1973—74   | 56   | 26   | .683 | Виграли в півфіналі конференції Виграли в фіналі конференції Виграли в фіналі                           | Бостон 4, Баффало 2 Бостон 4, Нью-Йорк 1 Бостон 4, Мілвокі 3                              |
| 1974—75   | 60   | 22   | .732 | Виграли в півфіналі конференції Програли в фіналі конференції                                           | Бостон 4, Х'юстон 1 Вашингтон 4, Бостон 2                                                 |
| 1975—76   | 54   | 28   | .659 | Виграли в півфіналі конференції Виграли в фіналі конференції Виграли в фіналі                           | Бостон 4, Баффало 2 Бостон 4, Клівленд 2 Бостон 4, Фінікс 2                               |
| 1976—77   | 44   | 38   | .537 | Виграли в першому раунді Програли в півфіналі конференції                                               | Бостон 2, Сан-Антоніо 0 Філадельфія 4, Бостон 3                                           |
| 1977—78   | 32   | 50   | .390 | |                                                                                           |
| 1978—79   | 29   | 53   | .354 | |                                                                                           |
| 1979—80   | 61   | 21   | .744 | Виграли в півфіналі конференції Програли в фіналі конференції                                           | Бостон 4, Х'юстон 0 Філадельфія 4, Бостон 1                                               |
| 1980—81   | 62   | 20   | .756 | Виграли в півфіналі конференції Виграли в фіналі конференції Виграли в фіналі                           | Бостон 4, Чикаго 0 Бостон 4, Філадельфія 1 Бостон 4, Х'юстон 2                            |
| 1981—82   | 63   | 19   | .768 | Виграли в півфіналі конференції Програли в фіналі конференції                                           | Бостон 4, Вашингтон 1 Філадельфія 4, Бостон 3                                             |
| 1982—83   | 56   | 26   | .683 | Програли в півфіналі конференції                                                                        | Мілвокі 4, Бостон 0                                                                       |
| 1983—84   | 62   | 20   | .756 | Виграли в першому раунді Виграли в півфіналі конференції Виграли в фіналі конференції Виграли в фіналі  | Бостон 3, Вашингтон 1 Бостон 4, Нью-Йорк 3 Бостон 4, Мілвокі 1 Бостон 4, Лос-Анджелес 3   |
| 1984—85   | 63   | 19   | .768 | Виграли в першому раунді Виграли в півфіналі конференції Виграли в фіналі конференції Програли в фіналі | Бостон 3, Клівленд 1 Бостон 4, Детройт 2 Бостон 4, Філадельфія 1 Лос-Анджелес 4, Бостон 2 |
| 1985—86   | 67   | 15   | .817 | Виграли в першому раунді Виграли в півфіналі конференції Виграли в фіналі конференції Виграли в фіналі  | Бостон 3, Чикаго 0 Бостон 4, Атланта 1 Бостон 4, Мілвокі 0 Бостон 4, Х'юстон 2            |
| 1986—87   | 59   | 23   | .720 | Виграли в першому раунді Виграли в півфіналі конференції Виграли в фіналі конференції Програли в фіналі | Бостон 3, Чикаго 0 Бостон 4, Мілвокі 3 Бостон 4, Детройт 3 Лос-Анджелес 4, Бостон 2       |
| 1987—88   | 57   | 25   | .695 | Виграли в першому раунді Виграли в півфіналі конференції Програли в фіналі конференції                  | Бостон 3, Нью-Йорк 1 Бостон 4, Атланта 3 Детройт 4, Бостон 2                              |
| 1988—89   | 42   | 40   | .512 | Програли в першому раунді                                                                               | Детройт 3, Бостон 0                                                                       |
| 1989—90   | 52   | 30   | .634 | Програли в першому раунді                                                                               | Нью-Йорк 3, Бостон 2                                                                      |
| 1990—91   | 56   | 26   | .683 | Виграли в першому раунді Програли в Півфіналі Конференсії                                               | Бостон 3, Індіана 2 Детройт 4, Бостон 2                                                   |
| 1991—92   | 51   | 31   | .622 | Виграли в першому раунді Програли в Півфіналі Конференсії                                               | Бостон 3, Індіана 0 Клівленд 4, Бостон 3                                                  |
| 1992—93   | 48   | 34   | .585 | Програли в першому раунді                                                                               | Шарлот 3, Бостон 1                                                                        |
| 1993—94   | 32   | 50   | .390 | |                                                                                           |
| 1994—95   | 35   | 47   | .427 | Програли в першому раунді                                                                               | Орландо 3, Бостон 1                                                                       |
| 1995—96   | 33   | 49   | .402 | |                                                                                           |
| 1996—97   | 15   | 67   | .183 | |                                                                                           |
| 1997—98   | 36   | 46   | .439 | |                                                                                           |
| 1998—99   | 19   | 31   | .380 | |                                                                                           |
| 1999 — 00 | 35   | 47   | .427 | |                                                                                           |
| 2000 — 01 | 36   | 46   | .439 | |                                                                                           |
| 2001—02   | 49   | 33   | .598 | Виграли в першому раунді Виграли в півфіналі конференції Програли в фіналі конференції                  | Бостон 3, Філадельфія 2 Бостон 4, Детройт 1 Нью-Дже́рсі 4, Бостон 2                        |
| 2002—03   | 44   | 38   | .537 | Виграли в першому раунді Програли в півфіналі конференції                                               | Бостон 4, Індіана 2 Нью-Дже́рсі 4, Бостон 0                                                |
| 2003—04   | 36   | 46   | .439 | Програли в першому раунді                                                                               | Індіана 4, Бостон 0                                                                       |
| 2004—05   | 45   | 37   | .549 | Програли в першому раунді                                                                               | Індіана 4, Бостон 3                                                                       |
| 2005—06   | 33   | 49   | .402 | |                                                                                           |
| 2006—07   | 24   | 58   | .293 | |                                                                                           |
| 2007—08   | 66   | 16   | .805 | Виграли в першому раунді Виграли в півфіналі конференції Виграли в фіналі конференції Виграли в фіналі  | Бостон 4, Атланта 3 Бостон 4, Клівленд 3 Бостон 4, Детройт 2 Бостон 4, Лос-Анджелес 2     |
| 2008—09   | 62   | 20   | .756 | Виграли в першому раунді Програли в півфіналі конференції                                               | Бостон 4, Чикаго 3 Бостон 3, Орландо 4                                                    |
| 2009—10   | 50   | 32   | .610 | Виграли в першому раунді Виграли в півфіналі конференції Виграли в фіналі конференції Програли в фіналі | Бостон 4, Маямі 1 Бостон 4, Клівленд 2 Бостон 4, Орландо 3 Бостон 3, Лос-Анджелес 4       |
| 2010—11   | 56   | 26   | .683 | Виграли в першому раунді Програли в півфіналі конференції                                               | Бостон 4, Нью-Йорк 0 Бостон 1, Маямі 4                                                    |
| 2011—12   | 39   | 27   | .591 | Виграли в першому раунді Виграли в півфіналі конференції Програли в фіналі конференції                  | Бостон 4, Атланта 2 Бостон 4, Філадельфія 3 Бостон 3, Маямі 4                             |
|           |      |      |      | |                                                                                           |
| 2017-18   | 55   | 27   | .671 | Поразка у фіналі конференції                                                                            | Бостон 3, Клівленд 4                                                                      |
| 2018-19   | 49   | 33   | .598 | Поразка у півфіналі конференції                                                                         | Бостон 1, Мілвокі 4                                                                       |
| 2019-20   | 48   | 24   | .667 | Поразка у фіналі конференції                                                                            | Бостон 2, Маямі 4                                                                         |
| 2020-21   | 36   | 36   | .500 | Поразка в першому раунді                                                                                | Бостон 1, Бруклін 4                                                                       |
| 2021-22   | 51   | 31   | .622 | |                                                                                           |
| Сума      | 3067 | 2084 | .595 | |                                                                                           |
| Плейоф    | 339  | 245  | .580 | 17 чемпіонств                                                                                           |                                                                                           |

## Закріплені номера
- 00 Роберт Періш
- 1 Волтер А. Браун
- 2 Ред Ауербах
- 3 Денніс Джонсон
- 6 Білл Расселл
- 10 Джо Джо Вайт
- 14 Боб Коузі
- 15 Том Гейнсон
- 16 Сатч Сандерс
- 17 Джон Гавлічек
- 18 Дейв Коуенс
- 19 Дон Нельсон
- 21 Білл Шерман
- 22 Ед Маккалей
- 23 Френк Рамсей
- 24 Сем Джонс
- 25 Кей Сі Джонс
- 31 Седрік Максвелл
- 32 Кевін Макхейл
- 33 Ларрі Берд
- 35 Реджі Льюіс
- «LOSCY» Джім Лоскутофф
- Мікрофон Джонні Мост